# Janez Gašpar Corusi
Janez Gašpar Corusi, slovenski zdravnik, * 23. junij 1656, Cittadella (Benečija), † 5. oktober 1712, Varaždin.

## Življenje in delo
Janez Gašpar Corusi izvira iz plemiške rodbine Corusi. Študiral je v Ljubljani in Padovi, kjer je tudi doktoriral. Prvo službo je imel v Benetkah, pozneje pa se je na poziv kranjskih deželnih stanov kot plačan »ordinarij« preselil v Ljubljano. Posedoval je obširno knjižnico; bil je član ljubljanske Academiae Operosorum in Dizmove bratovščine (Societas unitorum). Njegov sloves je segal preko kranjskih meja. Leta 1700 se je preselil v Celje, 1706 v Varaždin. Po navedbah J.G. Dolničarja je spisal De mumiis (1696).